# Waris Dirie
Waris Dirie (tiếng Somalia: Waris Diiriye) (sinh 1965) là một người mẫu, tác giả, nữ diễn viên và nhà hoạt động xã hội người Somali. Từ 1997 đến 2003, bà là Đại sứ đặc biệt của Liên Hợp Quốc.

## Thơ ấu
Dirie được sinh ra trong một gia đình du mục vào năm 1965 tại Galkayo, Somalia. Năm mười ba tuổi, bà trốn đến Mogadishu để thoát khỏi một cuộc hôn nhân sắp đặt với một người đàn ông 60 tuổi. Ở đó, bà sống một thời gian ngắn với bà ngoại và gia đình chị gái họ.
Dirie cùng với một vài người thân sau đó chuyển đến London, nơi cô cư trú và làm việc cho một người chú, người được bổ nhiệm làm đại sứ Somalia. Khi nhiệm kỳ của ông kết thúc, Waris ở lại thành phố và giữ một công việc tại một cửa hàng McDonald's ở địa phương. Bà cũng bắt đầu tham gia các lớp học buổi tối để học tiếng Anh.

## Sự nghiệp
Tình cờ, Dirie được phát hiện bởi nhiếp ảnh gia Terence Donovan, người đã giúp bà được lên trang bìa Lịch Pirelli năm 1987. Từ đó, sự nghiệp người mẫu của bà phất lên, xuất hiện trong các quảng cáo cho các thương hiệu hàng đầu như Chanel, Levi's, L'Oréal và Revlon.
Năm 1987, Dirie đóng một vai nhỏ trong bộ phim của James Bond The Living Daylights. Bà cũng xuất hiện trên sàn diễn của London, Milan, Paris và thành phố New York, và trên các tạp chí thời trang như Elle, Glamour và Vogue. Sau đó vào năm 1995 một bộ phim tài liệu BBC mang tên A Nomad in New York tiếp nối kể về cuộc đời của bà.
Năm 1997, khi đang ở đỉnh cao của sự nghiệp người mẫu, Dirie lần đầu tiên nói chuyện với Laura Ziv của tạp chí phụ nữ Marie Claire về cắt âm vật (FGM) mà bà đã trải qua khi còn nhỏ, ở tuổi lên ba cùng với hai chị gái. Cùng năm đó, Dirie trở thành đại sứ của Liên Hợp Quốc về việc bãi bỏ FGM. Sau đó bà đã đến thăm mẹ ở Somalia quê hương của bà.
Năm 1998, Dirie đồng tác giả cuốn sách đầu tiên của bà cùng với tác giả truyện phi hư cấu Cathleen Miller cho ra: Desert Flower, một cuốn tự truyện tiếp tục trở thành một cuốn sách quốc tế bán chạy nhất. Sau đó, bà đã phát hành những cuốn sách thành công khác bao gồm Desert Dawn, Letter to My Mother và Desert Children, cuốn sau này được ra mắt cùng với chiến dịch châu Âu chống lại FGM.
Năm 2009, một bộ phim dài dựa trên quyển sách của Waris Desert Flower được phát hành, với siêu mẫu người Ethiopia Liya Kebede đóng vai bà. Cho đến nay, bộ phim đã được phát hành ở 20 quốc gia bao gồm Pháp, Tây Ban Nha, Israel, Hy Lạp, Ba Lan và Brazil. Vào tháng 1 năm 2010, nó đã giành được Giải thưởng Điện ảnh Bavaria ở Munich trong hạng mục "Phim hay nhất". Nó cũng được đề cử giải thưởng Phim vàng ở hạng mục "Phim truyện xuất sắc" tại Giải thưởng điện ảnh Đức, và giành giải Khán giả ở hạng mục "Phim châu Âu hay nhất" tại Liên hoan phim quốc tế San Sebastián.
Năm 2010, Dirie được chỉ định là Đại sứ Hòa bình cho Năm Hòa bình và An ninh Liên minh Châu Phi.

## Danh sách phim và sách

### Phim
- The Living Daylights (1987)

### Sách
- Desert Flower (1998)
- Desert Dawn (2004)
- Desert Children (2005)
- Letter to my mother (2007)
- Schwarze Frau, weißes Land (2010)
- Saving Safa (2014)